# Moreh
Moreh là một thị xã của quận Chandel thuộc bang Manipur, Ấn Độ.

## Nhân khẩu
Theo điều tra dân số năm 2001 của Ấn Độ, Moreh có dân số 14.960 người. Phái nam chiếm 51% tổng số dân và phái nữ chiếm 49%. Moreh có tỷ lệ 51% biết đọc biết viết, thấp hơn tỷ lệ trung bình toàn quốc là 59,5%: tỷ lệ cho phái nam là 55%, và tỷ lệ cho phái nữ là 47%. Tại Moreh, 16% dân số nhỏ hơn 6 tuổi.